# Jenna Ortega
Jenna Marie Ortega, född 27 september 2002 i Coachella Valley i Kalifornien, är en amerikansk skådespelerska.

## Biografi
Jenna Ortega föddes 2002 i Coachella Valley i Kalifornien. Hon har tre äldre och två yngre syskon. Hennes far är av mexikansk härkomst och hennes mor av mexikansk och puertoricansk härkomst. Redan som sexåring ville hon skådespela och tjatade på sin mor i tre år innan hon fick en monolog-bok. Hennes mor filmade resultatet och lade ut på nätet. På så sätt fick hon en agent. Hennes mor körde henne sedan till auditions i Los Angeles, en resa som tog sex timmar, flera dagar i veckan. Hon hade svårt att få roller och började göra reklamfilmer istället för bland annat McDonald's. Hon skulle i åttonde klass sluta skolan för att arbeta på TV-serien Stuck in the Middle.
Ortega gjorde sin skådespelardebut i ett avsnitt av Rob (2012) och var ett offer i CSI: NY (2012). Året efter syntes hon i en mindre roll i Iron Man 3 (2013) och hade en biroll i Insidous: Chapter 2 (2013).
Hon fick sedan en återkommande roll som unga Jane i komedidramaserien Jane the Virgin (2014–2019). Hon fick därefter huvudrollen som Harley Diaz i Disney Channel-serien Stuck in the Middle (2016–2018).
Ortega ville efter att ha arbetat med Disney sikta på mognare roller och fick huvudrollen i Saving Flora (2018) och rollen som Ellie Alves i andra säsongen av Netflix thrillerserie You (2019). Hon syntes även i The Babysitter: Killer Queen (2020), Yes Day (2021) och The Fallout (2021), en roll hon skulle bli kritikerrosad för.
Ortega hamnade 2022 i flertalet skräckrelaterade filmer som Scream, Studio 666, X och American Carnage. Scream kom att bli hennes genombrott för en bredare publik och den Ti West-regisserade filmen X är fortfarande den film och roll som Ortega fått mest beröm för och som har bäst betyg på till exempel Rotten Tomatoes. Hennes stora genombrott skedde också 2022 när hon hade titelrollen som Wednesday Addams i Netflix-serien Wednesday. Serien kom att bli en av Netflix mest sedda TV-serier, och kritiker menade att det var tack vare Ortega. Hon blev också nominerad till en Golden Globe för sin insats.
Ortega återvände också i den sjätte Scream-filmen Scream VI (2023) och fick i mars 2023 vara värd för sketchprogrammet Saturday Night Live.
På grund av sin karriär har Ortega inte "riktigt levt en normal livsstil" och har uttryckt beklagande över att ha missat den traditionella gymnasietiden.

## Filmografi

### Film
| År   | Titel                           | Roll                          | Ref.          |
| ---- | ------------------------------- | ----------------------------- | ------------- |
| 2013 | Iron Man 3                      | Vice President's daughter     | [ 15 ]        |
| 2013 | Insidious: Chapter 2            | Annie                         | [ 16 ]        |
| 2014 | The Little Rascals Save the Day | Mary Ann                      | [ 17 ]        |
| 2015 | After Words                     | Anna Chapa                    | [ 18 ]        |
| 2018 | Saving Flora                    | Dawn                          | [ 19 ]        |
| 2019 | Wyrm                            | Suzie                         | [ 20 ]        |
| 2020 | The Babysitter: Killer Queen    | Phoebe Atwell                 | [ 21 ]        |
| 2021 | Yes Day                         | Katie Torres                  | [ 22 ]        |
| 2021 | The Fallout                     | Vada Cavell                   | [ 23 ]        |
| 2022 | Scream                          | Tara Carpenter                | [ 24 ] [ 25 ] |
| 2022 | Studio 666                      | Skye Willow                   | [ 26 ]        |
| 2022 | X                               | Lorraine Day                  | [ 27 ]        |
| 2022 | American Carnage                | Camila Montes                 | [ 28 ]        |
| 2023 | Scream VI                       | Tara Carpenter                | [ 29 ] [ 30 ] |
| 2023 | Finestkind                      | Mabel                         | [ 31 ]        |
| 2024 | Miller's Girl                   | Cairo Sweet                   | [ 32 ]        |
| 2024 | Winter Spring Summer or Fall    | Remy; även exekutiv producent | [ 33 ]        |
| 2024 | Beetlejuice Beetlejuice         | Astrid Deetz                  | [ 34 ]        |
| 2024 | Klara and the Sun               | Klara                         | [ 35 ]        |
| 2025 | Death of a Unicorn              | Ridley Kintner                | [ 36 ]        |
| 2025 | Hurry Up Tomorrow               | Anima                         | [ 37 ]        |

### TV
| År        | Titel                          | Roll                          | Noter                                       | Ref.   |
| --------- | ------------------------------ | ----------------------------- | ------------------------------------------- | ------ |
| 2012      | Rob                            | Girl                          | Avsnittet "The Baby Bug"                    | [ 38 ] |
| 2012      | CSI: NY                        | Aimee Moore                   | Avsnittet "Unspoken"                        | [ 39 ] |
| 2013      | Days of Our Lives              | Hayley                        | Avsnittet "12062"                           | [ 39 ] |
| 2014      | Rake                           | Zoe Leon                      | Återkommande roll                           | [ 40 ] |
| 2014–2019 | Jane the Virgin                | Young Jane Villanueva (12 år) | Återkommande roll                           | [ 41 ] |
| 2015      | Richie Rich                    | Darcy                         | Huvudroll                                   | [ 42 ] |
| 2016–2018 | Stuck in the Middle            | Harley Diaz                   | Huvudroll                                   | [ 43 ] |
| 2016–2020 | Elena of Avalor                | Princess Isabel               | Huvudroll (röst)                            | [ 44 ] |
| 2016      | Elena and the Secret of Avalor | Princess Isabel               | Röstroll (TV-film)                          | [ 45 ] |
| 2018      | Bizaardvark                    | Izzy                          | Avsnittet "The BFF (Before Frankie Friend)" | [ 46 ] |
| 2019–2023 | Big City Greens                | Gabriella Espinosa            | Röstroll (3 avsnitt)                        | [ 47 ] |
| 2019      | You                            | Ellie Alves                   | Huvudroll (säsong 2)                        | [ 48 ] |
| 2020      | Home Movie: The Princess Bride | Princess Buttercup            | Avsnittet "The Fire Swamp"                  | [ 49 ] |
| 2020–2022 | Jurassic World Camp Cretaceous | Brooklynn                     | Huvudroll (röst)                            | [ 50 ] |
| 2022      | Wednesday                      | Wednesday Addams              | Huvudroll                                   | [ 51 ] |
| 2023      | Saturday Night Live            | sig själv                     | Avsnitt: "Jenna Ortega/The 1975"            |        |

### Musikvideor
- "Chapstick" (2017) av Jacob Sartorius[52][53]